# По коліна ноги в золоті, по лікоть руки у сріблі
«По колі́на но́ги в зо́лоті, по лі́коть ру́ки в срі́блі» — сюжет російських народних казок. У збірнику О. М. Афанасьєва «Народні російські казки» їх опубліковано під № 283—287. За системою класифікації казкових сюжетів Аарне — Томпсона належить до сюжету 707 «Дивовижні діти».
Казку надруковано в різних збірках російських казок, також вона вийшла як аудіоказка. Англійський переклад письменниці Рут Меннінг-Сандерс увійшов до її книги «A Book of Kings and Queens» (1977).

## Сюжет
Про сюжет цієї казки розказав радянський та російським фольклорист Лев Бараг у праці «Порівняльний покажчик сюжетів. Східнослов'янська казка». Різні версії казки записав Олександр Афанасьєв у Архангельській, Гродненській, Курській та Саратовській губерніях.
Спільний сюжет кількох версій оповідає про царського сина — Івана-царевича, який з дозволу батька вирушив шукати собі наречену. Йому зустрілися три сестриці (в одній із версій — дві), в одну з них він закохався і просив батька дозволу одружитися з нею. Отримавши сквалення, Іван-царевич узяв за дружину молодшу дівчину, яка кілька разів народжувала йому дітей, але щоразу злі няньки підміняли новонароджених дітей на цуценят. Царевич же чекав сина, який мав би «на лобі сонце, але в потилиці місяць, з обох боків зорі» (рос. во лбу солнце, а на затылке месяц, по бокам звезды), як обіцяла йому дружина. Коли вчергове йому повідомили, що дружина народила шість щенят, він наказав посадити її в бочку, засмолити і кинути в море. Царівна при цьому встигла сховати в рукав одного сина.
Після довгого плавання бочку прибило до берега, де підрослий син потягнувся і вона лопнула. Вийшовши на сушу, царівна та її син зустріли шістьох молодців — синів царівни, підмінених на цуценят. Одного разу на острів припливли купецькі кораблі, які здивувалися царівні з парубками, що живуть там, і повідомили Івану Царевичу, що на тому острові живе прекрасна дівиця з синами краси неописаної — по коліна в сріблі, по груди в золоті, зі сонцем і місяцем на голові, а з боків — зорі. Іван-царевич сів на корабель і поплив до острова, де впізнав свою дружину і синів. Почувши від царівни всю історію, Іван-царевич наказав убити няньок-лиходійок, а з дружиною і дітьми жив довго і щасливо.
У деяких версіях казки батько Івана-царевича мав ім'я Додон, дружину звали Марфа Прекрасна, а замість няньок, які підміняли дітей, виступала Баба-Яга.
Цю російську казку, записану конспективно в двох чи трьох різних варіантах, О. С. Пушкін використав у своєму віршованому творі «Казка про царя Салтана», додавши також персонажів з інших народних казок.

## Екранізації
- «Гора Самоцвітів. По коліно ноги в золоті, по лікоть руки в сріблі»[8] — російський мультиплікаційний фільм (2013) із серіалу «Гора самоцвітів» за мотивами казок народів Росії.